# Ash Racing
Ash Racing ist ein Motorsportteam in der NASCAR Cup Series. Eigentümer ist Ed Ash. Ash Racing debütierte im Sprint Cup in der Saison 2004 mit einem Ford mit der Startnummer 02 beim Dodge/Save Mart 350 auf dem Infineon Raceway mit Stammpilot Brandon Ash als Fahrer und belegte am Ende den 41. Platz, nachdem Ash das Rennen in der 63.ten von 110 Runden mit einem Heckschaden aufgeben musste. In der Saison 2005 wechselte man auf einen Dodge als Einsatzgerät und trat beim Banquet 400 auf dem Kansas Speedway an, wobei das Rennen erneut nach 161 von 267 Runden mit einem Heckschaden vorzeitig endete. 3 weitere geplante Rennteilnahmen in dieser Saison scheiterten schon in der Vorqualifikation. 2006 folgten zwei Starts: Beim Subway Fresh Fit 500 auf dem Phoenix International Raceway wurde Ash nach einem Getriebeproblem 43., beim Dodge/Save Mart 350 auf dem Infineon Raceway landete er auf Platz 38.
Ash Racing kann als klassisches Hinterbänklerteam angesehen werden das nie eine volle Saison bestritt und bei den meisten Rennen, bei denen es zwischen 2003 und 2010 antrat schon in der Vorqualifikation scheiterte. Die meisten Rennen endeten vorzeitig nach technischen Defekten oder Unfällen. Die letzte Rennteilnahme von Brandon Ash im Sprint Cup ist für 2010 notiert als er sich sowohl beim Subway Fresh Fit 600 auf dem Phoenix International Raceway als auch beim Toyota/Save Mart 350 auf dem Infineon Raceway in Sonoma erneut nicht qualifizieren konnte. Danach verliert sich die Spur des Teams.